# 中部ドイツ語
中部ドイツ語（ちゅうぶどいつご、独: Mitteldeutsch、蘭: Middelduits）とは、ドイツ語のうち、高地ドイツ語に属し、同系統の上部ドイツ語とともに第二次子音推移を経たドイツ中部の言語群を指す。中央ドイツ語とも呼ばれる。

## 概要
中部ドイツ語は大きく分けると、ドイツ中西部のライン川中流（ニッダ川およびニッダー川）とモーゼル川流域のプファルツ地方とラインラント地方およびフォーゲルスベルク山地を中心とした中部フランケン語とラインフランケン語を総括した西中部ドイツ語（Westmitteldeutsch）、ドイツ中東部のエルベ川上流とオーデル川とその支流のナイセ川とザーレ川流域およびテューリンゲンの森とフィヒテル山地の間に位置する低山地帯の北部地方を中心とした東中部ドイツ語（Ostmitteldeutsch）の言語に分かれている。
上部ドイツ語と比較すると、子音推移の破裂音の有声化が著しく強いのが特徴である。

## 分類
- 中部ドイツ語（Mitteldeutsch）
  - 西中部ドイツ語（英語版）（Westmitteldeutsch）
    - 中部フランケン諸語（Mittelfränkisch） - 中部フランク方言、「フランケン語」（フランク語）に分類される。
      - モーゼル・フランケン語（Moselfränkisch） - モーゼルフランク方言、コブレンツ、トリーアで話される。
        - ルクセンブルク語（Lëtzebuergesch） - ルクセンブルクで話され、フランス語の語彙による影響が多いと指摘される。

      - リプアーリ方言 - アーヘン、デュースブルク、デュッセルドルフ、エッセン、ジーゲン、ゾーリンゲンで話される。
        - ケルン方言（Kölsch） - ケルン、ボンで話される。

      - ジーベンビュルガー・ザクセン語（Siebenbürgersächsisch） - ルーマニア・トランシルヴァニア地方のブラショフ県（ブラショフ）でトランシルヴァニア・ザクセン人によって話される。「ザクセン｣の名があるが、実際には中部フランケン語の系統である。

    - ライン・フランケン諸語（Rheinfränkisch） - ラインフランク方言
      - ヘッセン方言（Hessisch） - フランクフルト・アム・マイン、マールブルク、ギーセン、カッセル、フルダ、ゲッティンゲンで話される。
      - ロートリンゲン・フランケン語（Lothringisch） - ロートリンゲンフランク方言、フランス東部のロートリンゲン地方モゼル県で話される。
      - プファルツ方言（Pfälzisch） - ザールブリュッケン、カイザースラウテルン、ピルマゼンスで話される。
        - クーアプファルツ語（Kurpfälzisch） - マインツ、マンハイムで話される。

  - 東中部ドイツ語（英語版）（Ostmitteldeutsch） - アイゼナハ、エアフルト、イエナ、ヴァイマール、ライプツィヒ、マイセン、ドレスデンで話される。
    - テューリンゲン方言（Thüringisch） - 「上ザクセン語(Obersächsisch)」とも呼ばれ、標準ドイツ語のベースとなった。
    - ベルリン方言（Berlin-Brandenburgisch） - ベルリンで話される。
    - ラウジッツ方言（Lausitzische） - ブランデンブルク州南部で話される。
    - 高地プロシア方言（Ermländisch） - フランクフルト・アン・デア・オーダー、コトブスで話される。
    - 低シレジア方言（Schläsch） - ポーランド・シレジア地方、チェコ・ボヘミア地方、ブランデンブルク州の一部で話される。

  - ヴィラモヴィアン語（Wilmesaurisch） - ポーランド南西部のビェルスコ＝ビャワ近郊の町ヴィラモヴィツェで話される。